# دیوید افنگروبر
دیوید افنگروبر (انگلیسی: David Affengruber؛ زادهٔ ۱۹ مارس ۲۰۰۱) بازیکن فوتبال اهل اتریش است که در پست مدافع میانی در لا لیگا ۲ برای باشگاه الچه بازی می‌کند.
وی در تیم‌های ملی فوتبال زیر ۱۹ سال اتریش و زیر ۲۱ سال اتریش بازی کرده است.